# Liste der Baudenkmale in Wasbüttel
In der Liste der Baudenkmale in Wasbüttel sind alle Baudenkmale der niedersächsischen Gemeinde Wasbüttel aufgelistet. Die Quelle der Baudenkmale ist der Denkmalatlas Niedersachsen. Der Stand der Liste ist der 8. Januar 2023.

## Allgemein
In den Spalten befinden sich folgende Informationen:
- Lage: die Adresse des Baudenkmales und die geographischen Koordinaten. Kartenansicht, um Koordinaten zu setzen. In der Kartenansicht sind Baudenkmale ohne Koordinaten mit einem roten Marker dargestellt und können in der Karte gesetzt werden. Baudenkmale ohne Bild sind mit einem blauen Marker gekennzeichnet, Baudenkmale mit Bild mit einem grünen Marker.
- Bezeichnung: Bezeichnung des Baudenkmales
- Beschreibung: die Beschreibung des Baudenkmales. Unter § 3 Abs. 2 NDSchG werden Einzeldenkmale und unter § 3 Abs. 3 NDSchG Gruppen baulicher Anlagen und deren Bestandteile ausgewiesen.
- ID: die Objekt-ID des Baudenkmales
- Bild: ein Bild des Baudenkmales, ggf. zusätzlich mit einem Link zu weiteren Fotos des Baudenkmals im Medienarchiv Wikimedia Commons. Wenn man auf das Kamerasymbol klickt, können Fotos zu Baudenkmalen aus dieser Liste hochgeladen werden:

## Wasbüttel
| Lage                                          | Bezeichnung               | Beschreibung | ID       | Bild |
| --------------------------------------------- | ------------------------- | --- | -------- | ---- |
| Hauptstraße 19 52° 24′ 46″ N, 10° 35′ 36″ O   | Wohn-/ Wirtschaftsgebäude | Hallenhaus in Vierständerbauweise mit zweigeschossigen Wohnteil unter Halbwalmdach mit Ziegeldeckung und mittiger Längseinfahrt. Verputzte Gefache, Giebel steinsichtig. | 33943105 | BW   |
| Hauptstraße 21 52° 24′ 41″ N, 10° 35′ 33″ O   | Scheune                   | Eingeschossiger Ziegelbau mit Drempel in Zierfachwerk unter Satteldach mit Ziegeldeckung. Ostflügel mit Quereinfahrten bzw. Querdurchfahrt, Westflügel mit Segmentbogenfenstern. Nördlicher Teil tw. erneuert. Eichen vor der Zufahrt zum Hof. Gestaltete Toreinfahrt mit Zierfachwerk, Fächerrosetten und Niedersachsengiebel.  | 33943129 | BW   |
| Hauptstraße 30 52° 24′ 44″ N, 10° 35′ 32″ O   | Pumpe                     | Gusseiserne Schwengelpumpe mit zwei Ausläufen über einem bedeckten Brunnenschacht gelegen. | 33943183 | BW   |
| Kapellenstraße 4 52° 24′ 41″ N, 10° 35′ 35″ O | Kapelle                   | Rechteckige Kapelle aus Findlingen, Bruch- und Werksteinen unter Satteldach mit beschiefertem Dachreiter. Spitzbogige Eingangstür mit eingefassten Sandsteingewänden an Südseite, zwei flachbogige Fenster später eingefügt. In Ostwand schmales, gekuppeltes Spitzbogenfenster. Hölzerne Kanzel mit Ecksäulen aus 17. Jh.       | 33943233 |      |
| Kapellenstraße 5 52° 24′ 43″ N, 10° 35′ 38″ O | Wohn-/ Wirtschaftsgebäude | Hallenhaus in Vierständerbauweise mit zweigeschossigem Wohnteil, verputzten Gefachen unter Halbwalmdach mit Ziegeldeckung, über Wirtschaftsteil weit übersteht und mit Kopfbändern gestützt. Kleiner eingeschossiger Fachwerkanbau neben mittigen Längseinfahrt. Giebeltrapez des Wirtschaftsteils mit Linkskrempern verkleidet. | 33943257 | BW   |
| Kapellenstraße 7 52° 24′ 42″ N, 10° 35′ 40″ O | Wohnhaus                  | Zweigeschossiger traufständiger Fachwerkbau in Ständerbauweise mit Ziegelausfachung unter Satteldach. | 33943282 | BW   |
| Mittelstraße 1 52° 24′ 41″ N, 10° 35′ 36″ O   | Schule                    | Eingeschossiger, traufständiger und ziegelsichtiger Fachwerkbau auf Natursteinquadersockel mit Backsteinrollschicht unter Halbwalmdach mit Ziegeldeckung. Straßenseitig außermittiges Zwerchhaus unter Satteldach, Querdielentor hofseitig. Giebeltrapeze mit Ziegelbehang. Westfassade im EG massiv ersetzt.                    | 33943330 |      |
| Mittelstraße 1 52° 24′ 41″ N, 10° 35′ 36″ O   | Kastenbrunnen             | Brunnen mit quadratischer Brunneneinfassung aus vier Natursteinplatten, abgedeckt mit Betonsteinplatten. | 49633973 | BW   |
| B 4, km 83,190 52° 33′ 34″ N, 10° 30′ 35″ O   | Grenzstein                | | 33943442 | BW   |